# Unicodeblock Khojki
Der Unicodeblock Khojki (U+11200 bis U+1124F) enthält die Zeichen der Khojki-Schrift.

## Liste
| Unicodenummer   | Zeichen (400 %) | Kategorie                               | Bidirektionale Klasse       | Offizielle Bezeichnung      | Beschreibung                    |
| --------------- | --------------- | --------------------------------------- | --------------------------- | --------------------------- | ------------------------------- |
| U+11200 (70144) | 𑈀               | anderer Buchstabe, Silbe oder Ideogramm | links nach rechts           | KHOJKI LETTER A             | Khojki-Buchstabe A              |
| U+11201 (70145) | 𑈁               | anderer Buchstabe, Silbe oder Ideogramm | links nach rechts           | KHOJKI LETTER AA            | Khojki-Buchstabe Aa             |
| U+11202 (70146) | 𑈂               | anderer Buchstabe, Silbe oder Ideogramm | links nach rechts           | KHOJKI LETTER I             | Khojki-Buchstabe I              |
| U+11203 (70147) | 𑈃               | anderer Buchstabe, Silbe oder Ideogramm | links nach rechts           | KHOJKI LETTER U             | Khojki-Buchstabe U              |
| U+11204 (70148) | 𑈄               | anderer Buchstabe, Silbe oder Ideogramm | links nach rechts           | KHOJKI LETTER E             | Khojki-Buchstabe E              |
| U+11205 (70149) | 𑈅               | anderer Buchstabe, Silbe oder Ideogramm | links nach rechts           | KHOJKI LETTER AI            | Khojki-Buchstabe Ai             |
| U+11206 (70150) | 𑈆               | anderer Buchstabe, Silbe oder Ideogramm | links nach rechts           | KHOJKI LETTER O             | Khojki-Buchstabe O              |
| U+11207 (70151) | 𑈇               | anderer Buchstabe, Silbe oder Ideogramm | links nach rechts           | KHOJKI LETTER AU            | Khojki-Buchstabe Au             |
| U+11208 (70152) | 𑈈               | anderer Buchstabe, Silbe oder Ideogramm | links nach rechts           | KHOJKI LETTER KA            | Khojki-Buchstabe Ka             |
| U+11209 (70153) | 𑈉               | anderer Buchstabe, Silbe oder Ideogramm | links nach rechts           | KHOJKI LETTER KHA           | Khojki-Buchstabe Kha            |
| U+1120A (70154) | 𑈊               | anderer Buchstabe, Silbe oder Ideogramm | links nach rechts           | KHOJKI LETTER GA            | Khojki-Buchstabe Ga             |
| U+1120B (70155) | 𑈋               | anderer Buchstabe, Silbe oder Ideogramm | links nach rechts           | KHOJKI LETTER GGA           | Khojki-Buchstabe Gga            |
| U+1120C (70156) | 𑈌               | anderer Buchstabe, Silbe oder Ideogramm | links nach rechts           | KHOJKI LETTER GHA           | Khojki-Buchstabe Gha            |
| U+1120D (70157) | 𑈍               | anderer Buchstabe, Silbe oder Ideogramm | links nach rechts           | KHOJKI LETTER NGA           | Khojki-Buchstabe Nga            |
| U+1120E (70158) | 𑈎               | anderer Buchstabe, Silbe oder Ideogramm | links nach rechts           | KHOJKI LETTER CA            | Khojki-Buchstabe Ca             |
| U+1120F (70159) | 𑈏               | anderer Buchstabe, Silbe oder Ideogramm | links nach rechts           | KHOJKI LETTER CHA           | Khojki-Buchstabe Cha            |
| U+11210 (70160) | 𑈐               | anderer Buchstabe, Silbe oder Ideogramm | links nach rechts           | KHOJKI LETTER JA            | Khojki-Buchstabe Ja             |
| U+11211 (70161) | 𑈑               | anderer Buchstabe, Silbe oder Ideogramm | links nach rechts           | KHOJKI LETTER JJA           | Khojki-Buchstabe Jja            |
| U+11213 (70163) | 𑈓               | anderer Buchstabe, Silbe oder Ideogramm | links nach rechts           | KHOJKI LETTER NYA           | Khojki-Buchstabe Nya            |
| U+11214 (70164) | 𑈔               | anderer Buchstabe, Silbe oder Ideogramm | links nach rechts           | KHOJKI LETTER TTA           | Khojki-Buchstabe Tta            |
| U+11215 (70165) | 𑈕               | anderer Buchstabe, Silbe oder Ideogramm | links nach rechts           | KHOJKI LETTER TTHA          | Khojki-Buchstabe Ttha           |
| U+11216 (70166) | 𑈖               | anderer Buchstabe, Silbe oder Ideogramm | links nach rechts           | KHOJKI LETTER DDA           | Khojki-Buchstabe Dda            |
| U+11217 (70167) | 𑈗               | anderer Buchstabe, Silbe oder Ideogramm | links nach rechts           | KHOJKI LETTER DDHA          | Khojki-Buchstabe Ddha           |
| U+11218 (70168) | 𑈘               | anderer Buchstabe, Silbe oder Ideogramm | links nach rechts           | KHOJKI LETTER NNA           | Khojki-Buchstabe Nna            |
| U+11219 (70169) | 𑈙               | anderer Buchstabe, Silbe oder Ideogramm | links nach rechts           | KHOJKI LETTER TA            | Khojki-Buchstabe Ta             |
| U+1121A (70170) | 𑈚               | anderer Buchstabe, Silbe oder Ideogramm | links nach rechts           | KHOJKI LETTER THA           | Khojki-Buchstabe Tha            |
| U+1121B (70171) | 𑈛               | anderer Buchstabe, Silbe oder Ideogramm | links nach rechts           | KHOJKI LETTER DA            | Khojki-Buchstabe Da             |
| U+1121C (70172) | 𑈜               | anderer Buchstabe, Silbe oder Ideogramm | links nach rechts           | KHOJKI LETTER DDDA          | Khojki-Buchstabe Ddda           |
| U+1121D (70173) | 𑈝               | anderer Buchstabe, Silbe oder Ideogramm | links nach rechts           | KHOJKI LETTER DHA           | Khojki-Buchstabe Dha            |
| U+1121E (70174) | 𑈞               | anderer Buchstabe, Silbe oder Ideogramm | links nach rechts           | KHOJKI LETTER NA            | Khojki-Buchstabe Na             |
| U+1121F (70175) | 𑈟               | anderer Buchstabe, Silbe oder Ideogramm | links nach rechts           | KHOJKI LETTER PA            | Khojki-Buchstabe Pa             |
| U+11220 (70176) | 𑈠               | anderer Buchstabe, Silbe oder Ideogramm | links nach rechts           | KHOJKI LETTER PHA           | Khojki-Buchstabe Pha            |
| U+11221 (70177) | 𑈡               | anderer Buchstabe, Silbe oder Ideogramm | links nach rechts           | KHOJKI LETTER BA            | Khojki-Buchstabe Ba             |
| U+11222 (70178) | 𑈢               | anderer Buchstabe, Silbe oder Ideogramm | links nach rechts           | KHOJKI LETTER BBA           | Khojki-Buchstabe Bba            |
| U+11223 (70179) | 𑈣               | anderer Buchstabe, Silbe oder Ideogramm | links nach rechts           | KHOJKI LETTER BHA           | Khojki-Buchstabe Bha            |
| U+11224 (70180) | 𑈤               | anderer Buchstabe, Silbe oder Ideogramm | links nach rechts           | KHOJKI LETTER MA            | Khojki-Buchstabe Ma             |
| U+11225 (70181) | 𑈥               | anderer Buchstabe, Silbe oder Ideogramm | links nach rechts           | KHOJKI LETTER YA            | Khojki-Buchstabe Ya             |
| U+11226 (70182) | 𑈦               | anderer Buchstabe, Silbe oder Ideogramm | links nach rechts           | KHOJKI LETTER RA            | Khojki-Buchstabe Ra             |
| U+11227 (70183) | 𑈧               | anderer Buchstabe, Silbe oder Ideogramm | links nach rechts           | KHOJKI LETTER LA            | Khojki-Buchstabe La             |
| U+11228 (70184) | 𑈨               | anderer Buchstabe, Silbe oder Ideogramm | links nach rechts           | KHOJKI LETTER VA            | Khojki-Buchstabe Va             |
| U+11229 (70185) | 𑈩               | anderer Buchstabe, Silbe oder Ideogramm | links nach rechts           | KHOJKI LETTER SA            | Khojki-Buchstabe Sa             |
| U+1122A (70186) | 𑈪               | anderer Buchstabe, Silbe oder Ideogramm | links nach rechts           | KHOJKI LETTER HA            | Khojki-Buchstabe Ha             |
| U+1122B (70187) | 𑈫               | anderer Buchstabe, Silbe oder Ideogramm | links nach rechts           | KHOJKI LETTER LLA           | Khojki-Buchstabe Lla            |
| U+1122C (70188) | 𑈬                | Markierung mit Extrabreite              | links nach rechts           | KHOJKI VOWEL SIGN AA        | Khojki-Vokalzeichen Aa          |
| U+1122D (70189) | 𑈭                | Markierung mit Extrabreite              | links nach rechts           | KHOJKI VOWEL SIGN I         | Khojki-Vokalzeichen I           |
| U+1122E (70190) | 𑈮                | Markierung mit Extrabreite              | links nach rechts           | KHOJKI VOWEL SIGN II        | Khojki-Vokalzeichen Ii          |
| U+1122F (70191) | 𑈯                | Markierung ohne Extrabreite             | Markierung ohne Extrabreite | KHOJKI VOWEL SIGN U         | Khojki-Vokalzeichen U           |
| U+11230 (70192) | 𑈰                | Markierung ohne Extrabreite             | Markierung ohne Extrabreite | KHOJKI VOWEL SIGN E         | Khojki-Vokalzeichen E           |
| U+11231 (70193) | 𑈱                | Markierung ohne Extrabreite             | Markierung ohne Extrabreite | KHOJKI VOWEL SIGN AI        | Khojki-Vokalzeichen Ai          |
| U+11232 (70194) | 𑈲                | Markierung mit Extrabreite              | links nach rechts           | KHOJKI VOWEL SIGN O         | Khojki-Vokalzeichen O           |
| U+11233 (70195) | 𑈳                | Markierung mit Extrabreite              | links nach rechts           | KHOJKI VOWEL SIGN AU        | Khojki-Vokalzeichen Au          |
| U+11234 (70196) | 𑈴                | Markierung ohne Extrabreite             | Markierung ohne Extrabreite | KHOJKI SIGN ANUSVARA        | Khojki-Zeichen Anusvara         |
| U+11235 (70197) | 𑈵                | Markierung mit Extrabreite              | links nach rechts           | KHOJKI SIGN VIRAMA          | Khojki-Zeichen Virama           |
| U+11236 (70198) | 𑈶                | Markierung ohne Extrabreite             | Markierung ohne Extrabreite | KHOJKI SIGN NUKTA           | Khojki-Zeichen Nukta            |
| U+11237 (70199) | 𑈷                | Markierung ohne Extrabreite             | Markierung ohne Extrabreite | KHOJKI SIGN SHADDA          | Khojki-Zeichen Shadda           |
| U+11238 (70200) | 𑈸               | andere Interpunktion                    | links nach rechts           | KHOJKI DANDA                | Khojki-Danda                    |
| U+11239 (70201) | 𑈹               | andere Interpunktion                    | links nach rechts           | KHOJKI DOUBLE DANDA         | Khojki-Doppeldanda              |
| U+1123A (70202) | 𑈺               | andere Interpunktion                    | links nach rechts           | KHOJKI WORD SEPARATOR       | Khojki-Worttrenner              |
| U+1123B (70203) | 𑈻               | andere Interpunktion                    | links nach rechts           | KHOJKI SECTION MARK         | Khojki-Abschnittskennung        |
| U+1123C (70204) | 𑈼               | andere Interpunktion                    | links nach rechts           | KHOJKI DOUBLE SECTION MARK  | Khojki-Doppel-Abschnittskennung |
| U+1123D (70205) | 𑈽               | andere Interpunktion                    | links nach rechts           | KHOJKI ABBREVIATION SIGN    | Khojki-Abkürzungszeichen        |
| U+1123E (70206) | 𑈾                | Markierung ohne Extrabreite             | Markierung ohne Extrabreite | KHOJKI SIGN SUKUN           | Khojki-Zeichen Sukun            |
| U+1123F (70207) | 𑈿               | anderer Buchstabe, Silbe oder Ideogramm | links nach rechts           | KHOJKI LETTER QA            | Khojki-Buchstabe Qa             |
| U+11240 (70208) | 𑉀               | anderer Buchstabe, Silbe oder Ideogramm | links nach rechts           | KHOJKI LETTER SHORT I       | Khojki-Buchstabe kurzes I       |
| U+11241 (70209) | 𑉁                | Markierung ohne Extrabreite             | Markierung ohne Extrabreite | KHOJKI VOWEL SIGN VOCALIC R | Khojki-Vokalzeichen Vokal-R     |